# Neonyctotherus
Neonyctotheridae
Famille
Genre
Neonyctotherus, unique représentant de la famille des Neonyctotheridae, est un genre de Ciliés de l’ordre des Clevelandellida.

## Étymologie
Le nom de Neonyctotherus est dérivé du grec ancien νέος / néos, « nouveau », et du suffixe -nyctotherus, en référence au genre Nyctotherus, nom donné notamment par Ehrenberg en 1838 et Leidy en 1849.
En effet, le plus ancien Nyctotherus connu est un parasite de myriapodes que Leidy décrit en 1849, chez l'iule Iulus marginatus, sous le taxon Nyctotherus velox.
Nyctotherus est formé du préfixe nycto- nuit, et du suffixe -ther, « bête sauvage, chasser, rechercher ».

## Description
Neonyctotherus est un cilié présentant, sur la face gauche, un bourrelet ventral sous lequel s'ouvrent la gouttière péristomienne et l'orifice infundibulaire. L'appareil buccal est situé bien en retrait par rapport au bord ventral de la cellule.
Le cinétome comporte deux systèmes sécants, : un système préoral et un système apical droit (comme dans le genre Nyctotherus).

## Biologie
Selon Félix-Marie Affa'a (d) : 

« Neonyctotherus dragescoi n'a été observée jusqu'à présent (1983), que dans les têtards de deux Astylosterninae : Nyctibates corrugatus et Astylosternus batesi. Elle est absente de la faune endocommensale de tous les autres têtards examinés et particulièrement de ceux de Leptodactylodon ventrimarmoratus, autre Astylosterninae. »

## Liste des espèces
Selon The Taxonomicon (13 novembre 2023) :
- Neonyctotherus dragescoi Affa'a, 1983

D'après l'Index to Organism Names (13 novembre 2023) :
- Neonyctotherus dragescoi Affa'a, 1983
- Neonyctotherus reticulatus Affa'a, 1983

## Systématique
Le genre a été décrit en 1983 par le protozoologiste camerounais Félix-Marie Affa'a (d) (1947-), qui a par la suite proposé la famille monogénérique des Neonyctotheridae en 1987.